# Daihatsu Sirion
Daihatsu Sirion – model pięciodrzwiowego samochodu osobowego japońskiej firmy Daihatsu.

## Pierwsza generacja (1998 - 2005)

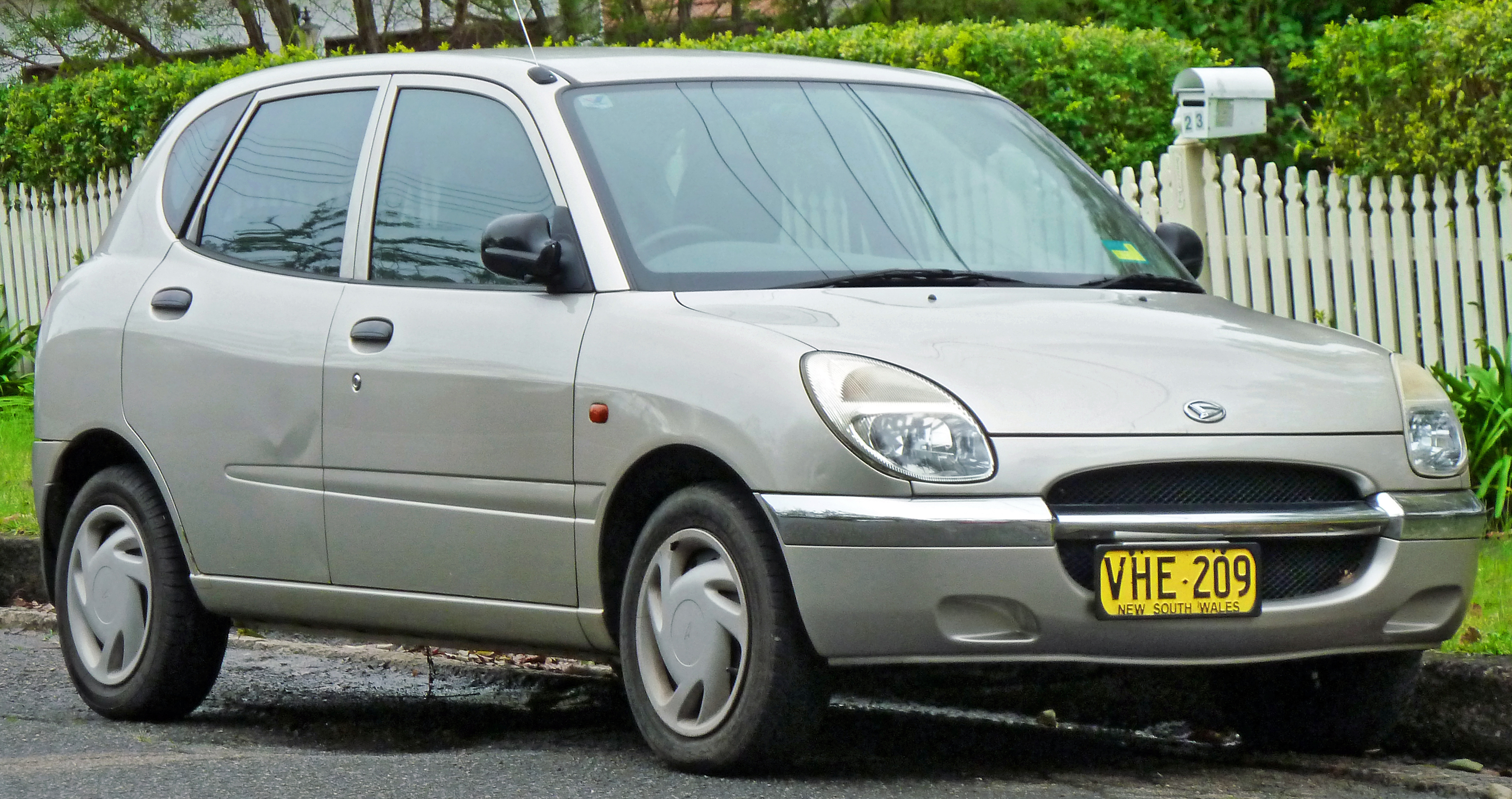
Sirion w pierwszej wersji, 1998 do 2001

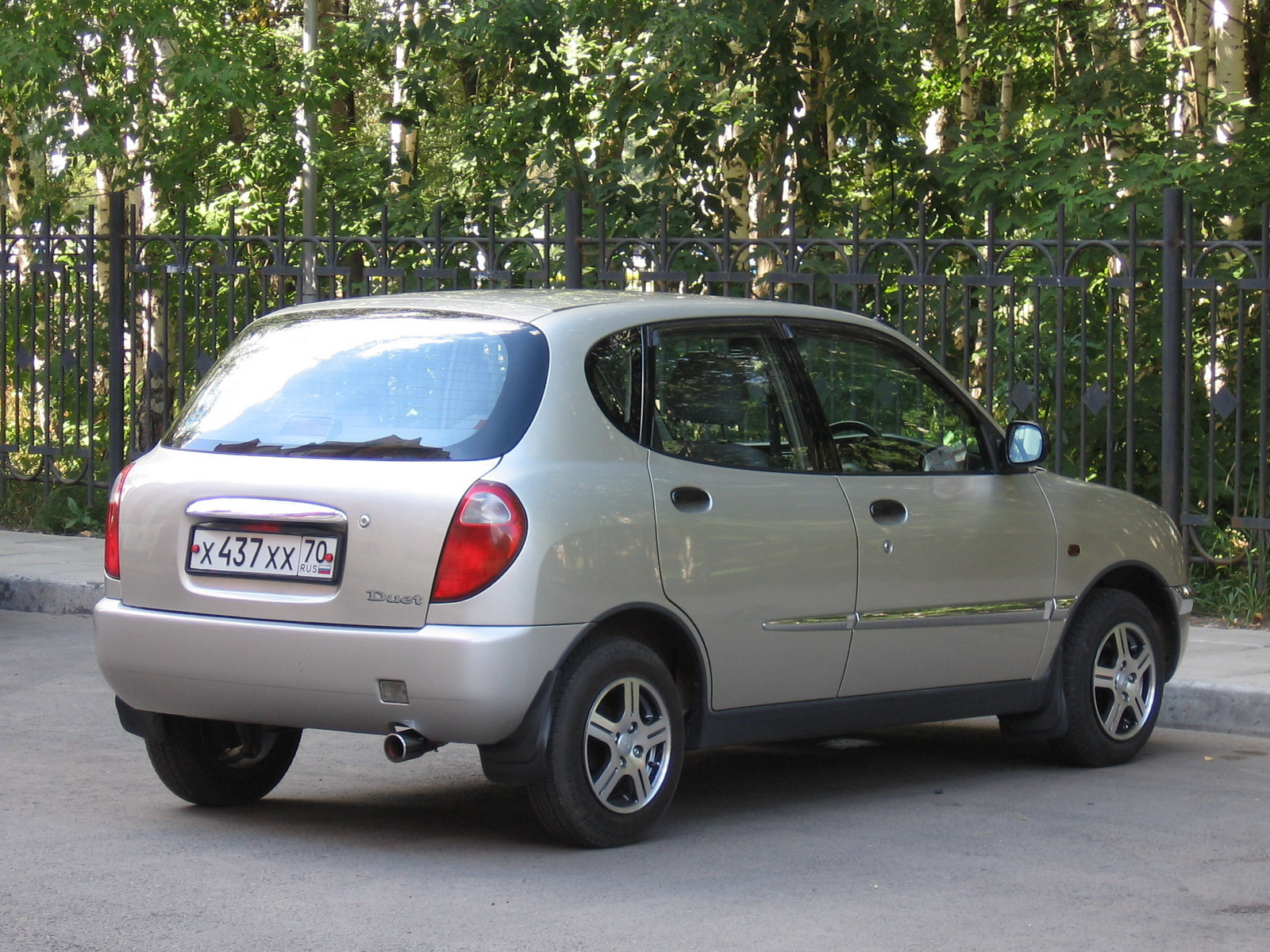
tył starszej wersji

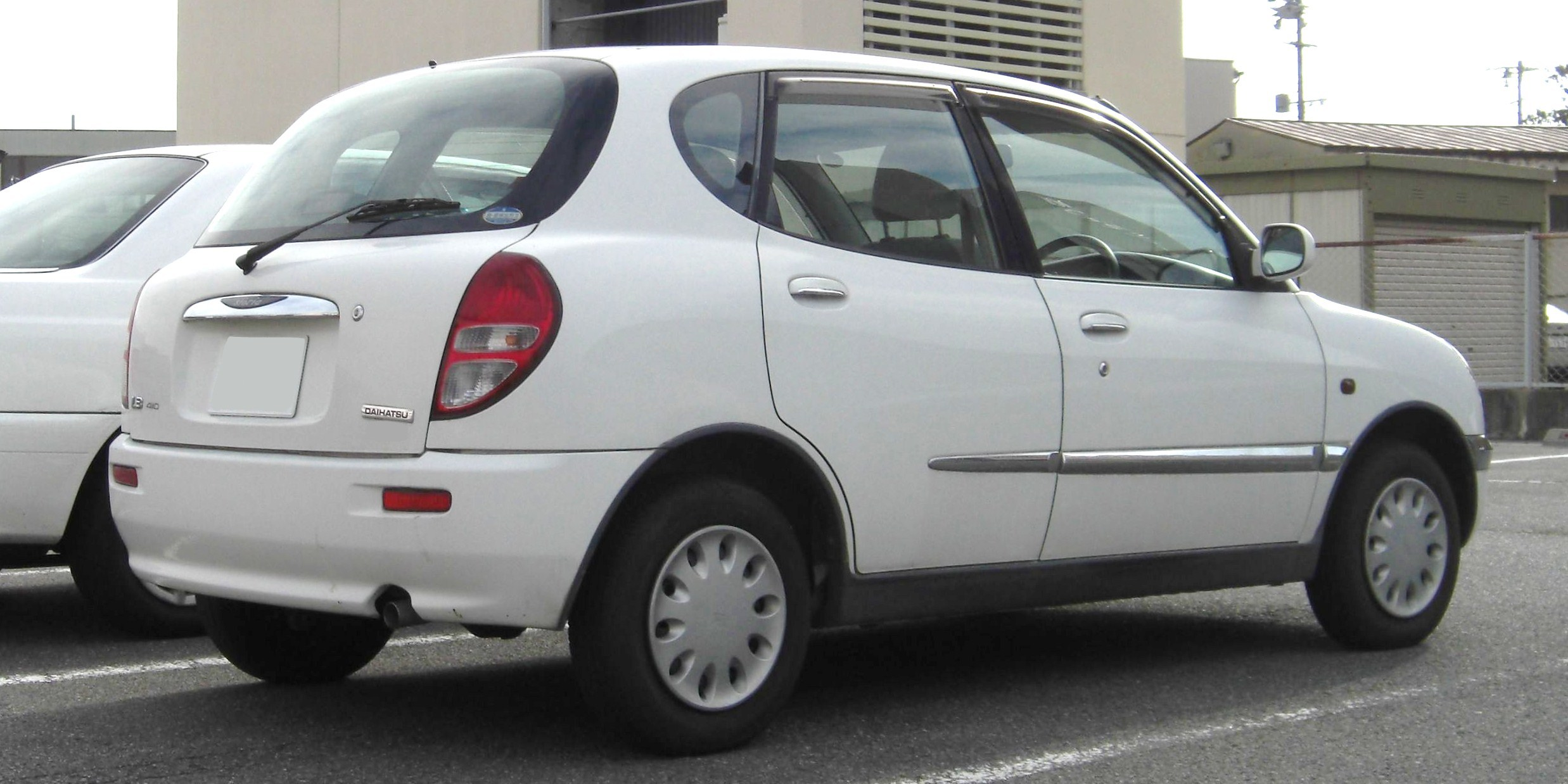
Sirion 2000-2001

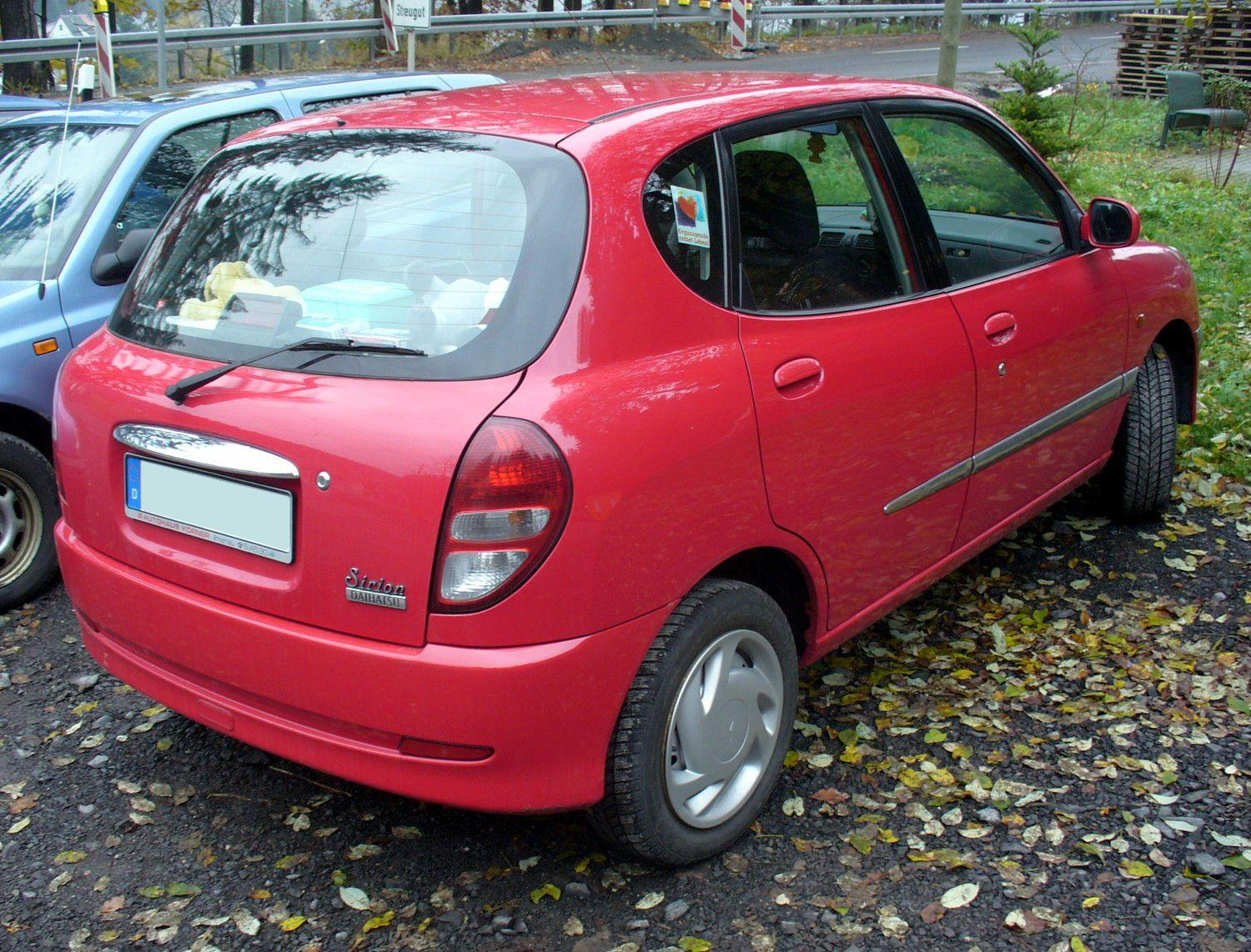
Daihatsu Sirion I po liftingu - tył

### Historia i wygląd
Produkcję modelu Sirion (na rynku japońskim: Daihatsu Storia) rozpoczęto w drugiej połowie 1998 roku. 
Na niektórych rynkach auto to sprzedawane było pod marką Toyoty, jako Toyota Duet.
Auto to już w swojej pierwszej wersji uważane było za najbardziej wyróżniający się stylistycznie model Daihatsu. 
Pierwszej modyfikacji tego samochodu dokonano w 2001 roku. Zmieniono wtedy nieco tylne światła i minimalnie przód.
Sirion z 2003 roku to już model auta bardzo mocno stylizowany na lata sześćdziesiąte XX wieku. Dużo chromu z przodu i ciekawy kształt przedniego wlotu powietrza.

### Bezpieczeństwo
Od początku dostępne były boczne poduszki powietrzne dla kierowcy i pasażera przedniego siedzenia co w tamtych czasach nie należało do standardów.
Pierwsza generacja uznana została przez EURO-NCAP za auto bezpieczne. Świadczą o tym trzy gwiazdki i 65 punktów ogółem przyznane przez tę organizację za ochronę kierowcy i pasażerów podczas testów zderzeniowych. Za ochronę podczas zderzenia czołowego auto dostało 44 punkty, za ochronę przy uderzeniu bocznym 83 punkty na 100 możliwych w 2000 roku.

### Silnik i napęd
Auto posiada dwa rodzaje silników - trzycylindrowy o pojemności 989 cm³ i mocy 44,2 KW oraz 1,3 litrowy, stosowany także w Toyocie Yaris.
Wersja Storia X4, przeznaczona do rajdów w Japonii, została wyposażona w turbodoładowany silnik o pojemności 713cm³ i mocy 120KM.
Siriona cechuje bardzo niskie spalanie - średnio 5,5 litra benzyny dla silnika 1.0 i 5,7 dla wersji mocniejszej. Auto dostępne było także w wersji z napędem na cztery koła. 
| Parametry                                   | Silnik           | Silnik            |
| ------------------------------------------- | ---------------- | ----------------- |
| Nazwa                                       | 1,0 EJ-DE Manual | 1,0 EJ-DE Automat |
| Typ silnika                                 | benzyna/EFI/DOHC | benzyna/EFI/DOHC  |
| Pojemność silnika (cm³)                     | 989              | 989               |
| Moc (kW przy obr. na min.)                  | 40,5/5200        | 40,5/5200         |
| Moment obrotowy (Nm na min.[obr. /min])     | 88,3/3600        | 88,3/3600         |
| Prędkość maksymalna (km/h)                  | 148              | ?                 |
| Przyspieszenie 0-100km/h (w sekundach)      | 15,1             | ?                 |
| Zużycie paliwa w mieście (l/100km)          | 6,7              | 7,8               |
| Zużycie paliwa na trasie (l/100km)          | 4,9              | 5,5               |
| Zużycie paliwa w trybie mieszanym (l/100km) | 5,6              | 6,4               |
| Skrzynia biegów                             | manualna         | automatyczna      |
| Napęd                                       | przedni          | przedni           |
| Masa własna                                 | 835 kg           | 845 kg            |

## Druga generacja (2004 - 2010)
Całkowicie nowa generacja samochodu weszła do sprzedaży w 2005 roku. 
Od 2007 roku Daihatsu Sirion jest sprzedawany w Polsce pod nazwą Subaru Justy.

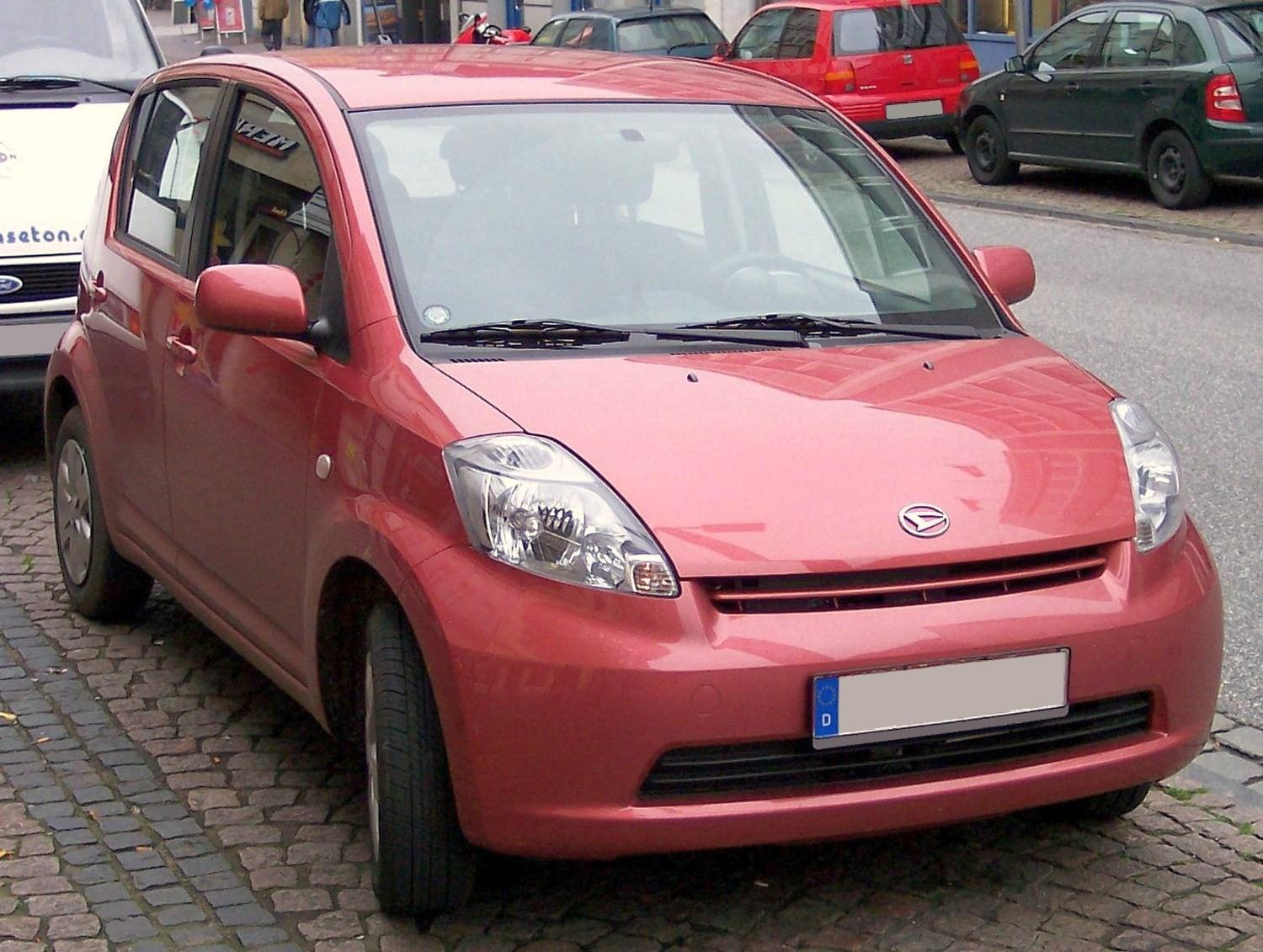
Sirion 2005-2008

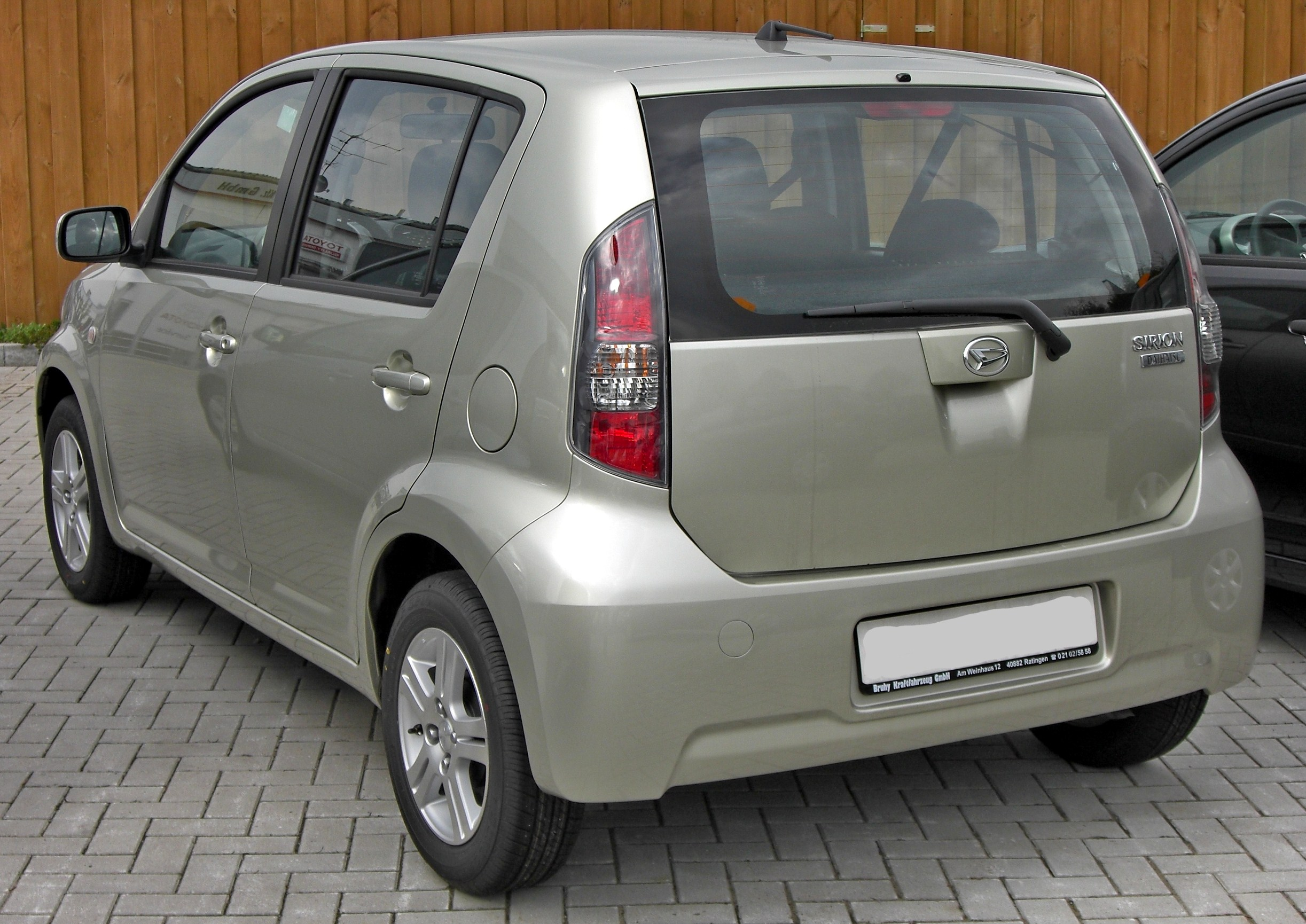
Daihatsu Sirion II po liftingu - tył

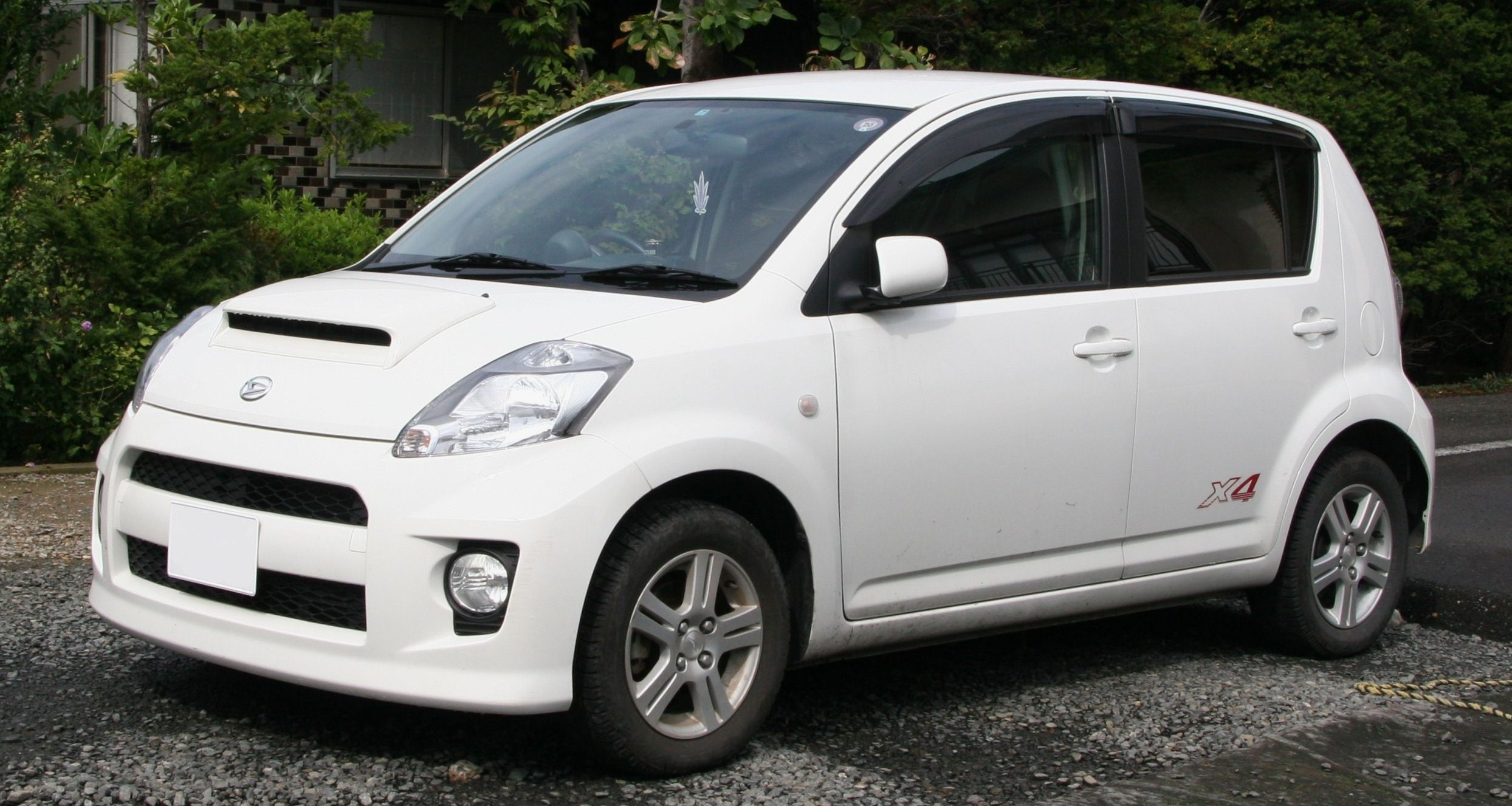
wersja japońska, pod nazwą Boon, w wersji X4

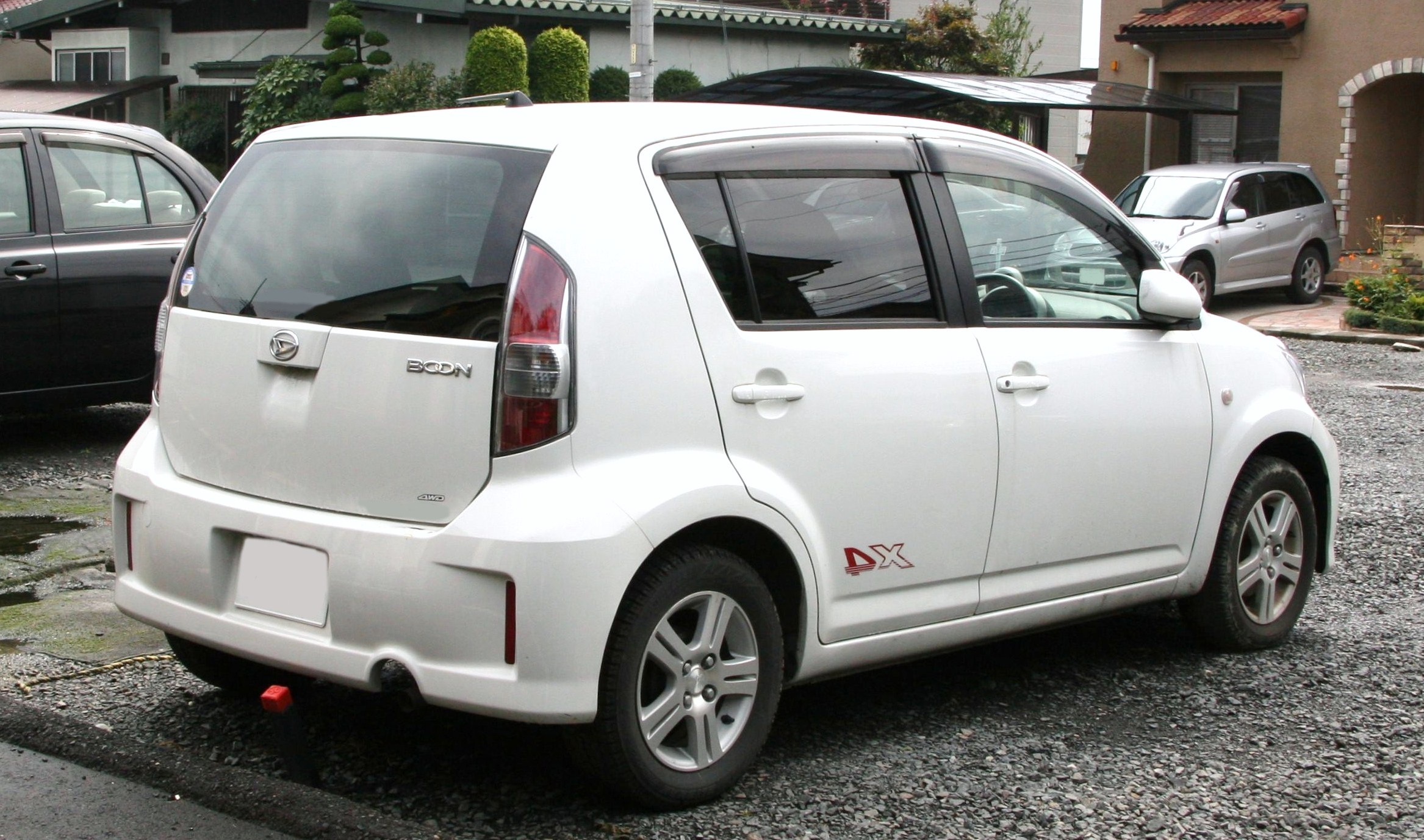
Boon X4 z Japonii

### Nazwy
II generacja Daihatsu Sirion występuje nie tylko pod marką Daihatsu.
- Daihatsu Sirion nazwa w Europie Zachodniej.
- Daihatsu Boon nazwa w Japonii.
- Perodua Myvi nazwa w Malezji. Różni się inną stylizacją przodu i tyłu.
- Subaru Justy nazwa w Europie Środkowej.
- Toyota Passo nazwa w Japonii. Jest owocem współpracy Daihatsu i Toyoty.

## Trzecia generacja (2010 – 2016)

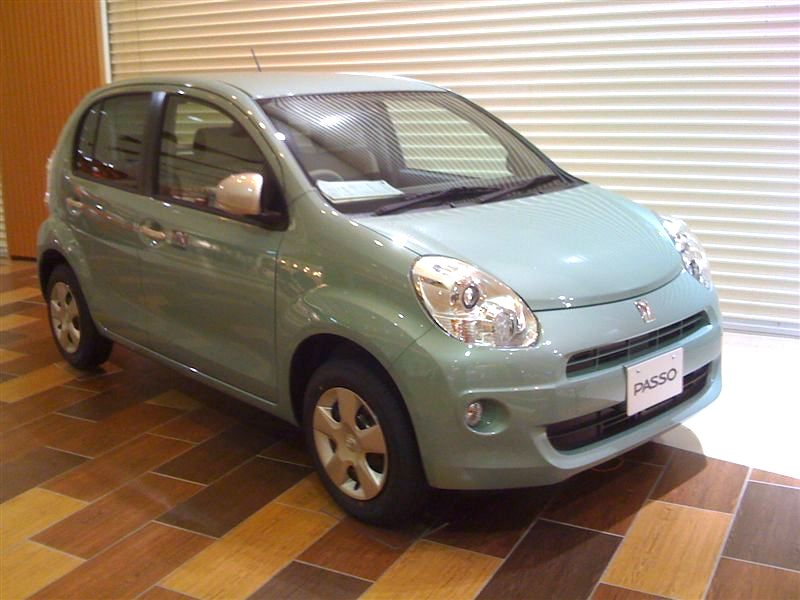
Bliźniacza Toyota Passo

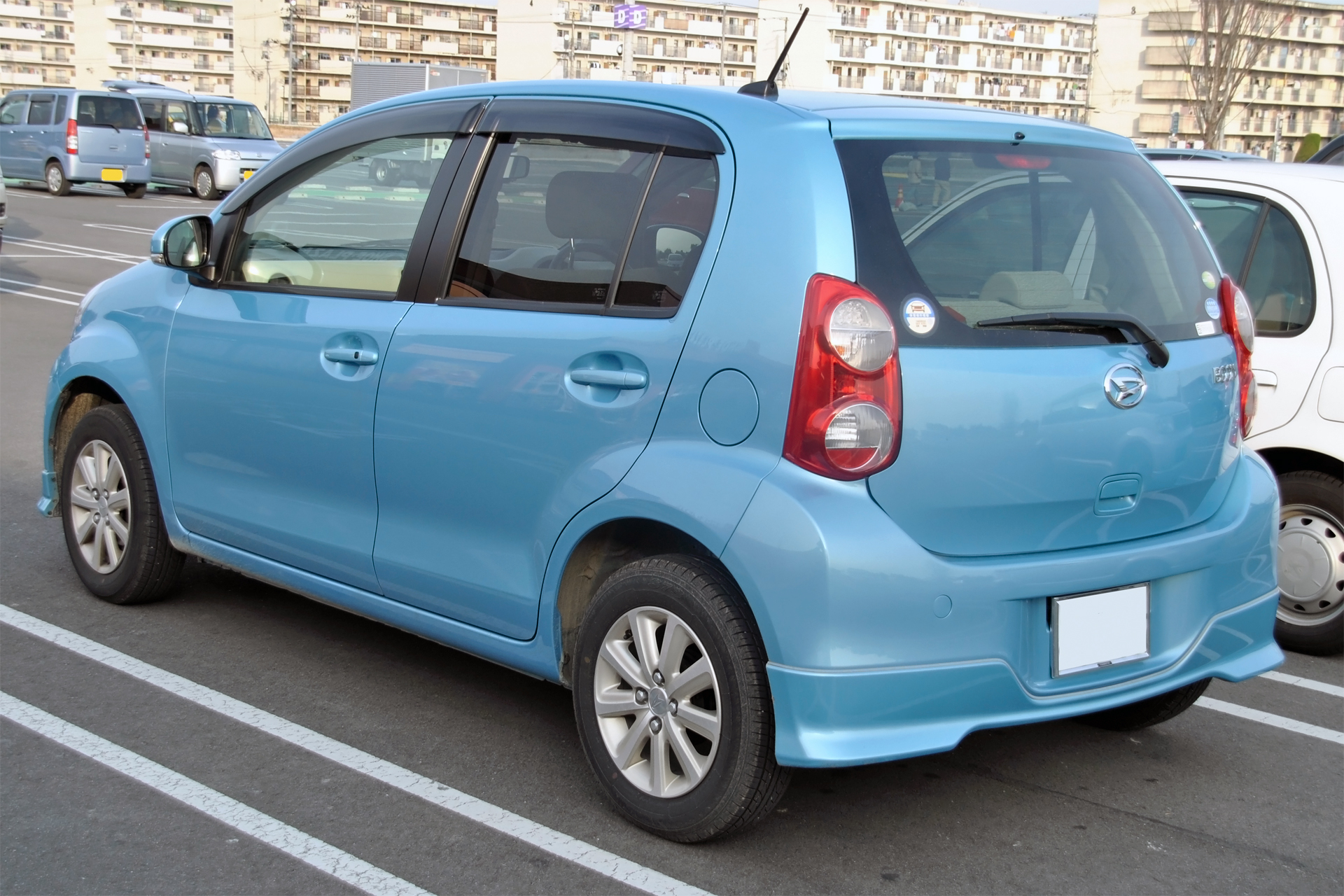
Daihatsu Boon, widok z tyłu

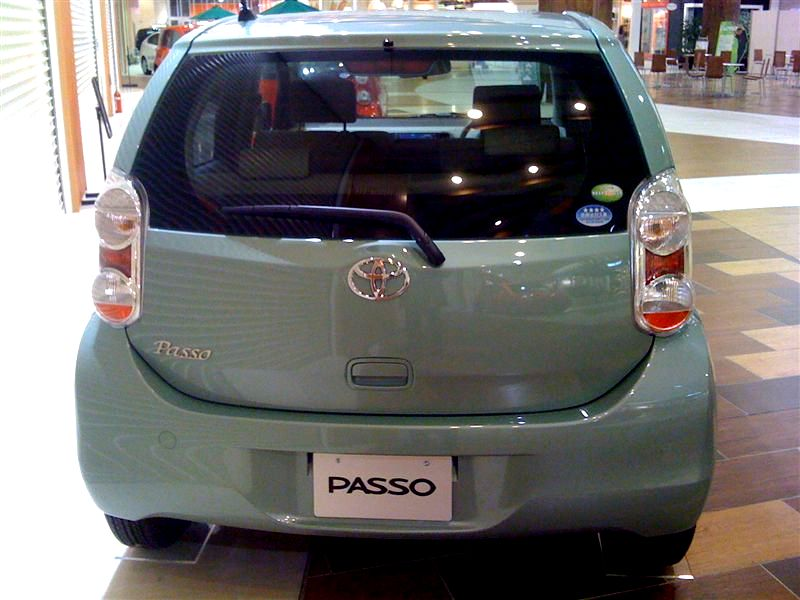
bliźniacza Toyota Passo

Daihatsu Sirion – samochód osobowy produkowany przez japońską firmę Daihatsu. Sirion należy do segmentu A. Występuje w wersji 5- drzwiowej. Do wyboru są dwa silniki benzynowe:
- słabszy 1.0 o mocy 70 KM
- mocniejszy 1.3 o mocy 91 KM.

W przypadku wyboru mocniejszego silnika możemy wybrać 4-biegową przekładnię automatyczną lub 5-biegową ręczną. Małe Daihatsu ma napęd na przód. Producent podaje, że w środku zmieści się pięć osób. 
Samochód ma wymiary (długość/szerokość/wysokość) 3650mm/1665mm/1535mm i waży zależnie od wersji wyposażenia od 910 – 970 kg.